# Rodoceno
Rodoceno, formalmente conhecido como bis(η5-ciclopentadienil)ródio(II), é um composto químico com a fórmula [Rh(C5H5)2]. Cada molécula contém um átomo de ródio ligado entre dois sistemas planares de cinco átomos de carbono conhecidos como anéis de ciclopentadienil em um arranjo sanduíche. É um composto organometálico, pois tem ligações covalentes ródio-carbono.